# Wake On Modem
Wake On Modem (WOM, auch WOR/Wake-on-Ring) ist ein Standard, um einen Computer durch Anrufen eines angeschlossenen Modems aus dem „Soft-Off“-Zustand zu starten.
Um WOM nutzen zu können, müssen Modem, Hauptplatine, PC-Netzteil und BIOS dies unterstützen. Allgemeine Voraussetzung ist, dass am Computer ein Modem angeschlossen ist und dass Hauptplatine und Modem über Standby-Spannung versorgt werden.
Erkennt das Modem das Klingelsignal auf der analogen Telefonleitung, gibt es dieses aufbereitet auf dem Pin 9 (= Ring Indicator) der 9-poligen seriellen Schnittstelle weiter. Der PC überwacht, sofern hierzu konfiguriert, diesen Anschluss und startet den PC zum FAX-Empfang oder der Anrufbeantwortersoftware. Bei manchen Hauptplatinen muss ein zusätzliches zweipoliges Kabel mit dem Modem verbunden werden, sofern das Ring-Detect-Signal nicht über die serielle Schnittstelle durchverbunden und konfigurierbar ist.